# Liste des monuments historiques de Charleville-Mézières
Ce tableau présente la liste de tous les monuments historiques classés ou inscrits dans la ville de Charleville-Mézières, dans le département des Ardennes, en France.

## Liste
| Monument                               | Adresse                               | Coordonnées                      | Notice         | Protection      | Date      | Illustration                           |
| -------------------------------------- | ------------------------------------- | -------------------------------- | -------------- | --------------- | --------- | -------------------------------------- |
| Bains-douches                          | 5 rue Couvelet                        | 49° 46′ 14″ nord, 4° 43′ 22″ est | « PA08000001 » | Inscrit         | 1996      | Bains-douches                          |
| Basilique Notre-Dame d'Espérance       | 8 place de la Basilique               | 49° 45′ 41″ nord, 4° 42′ 58″ est | « PA00078361 » | Classé          | 1910      | Basilique Notre-Dame d'Espérance       |
| Dépôt ferroviaire de Mohon             | Rue du Port                           | 49° 45′ 20″ nord, 4° 43′ 32″ est | « PA00078462 » | Inscrit Inscrit | 1984 2006 | Dépôt ferroviaire de Mohon             |
| Église Saint-Lié de Mohon              |                                       | 49° 44′ 22″ nord, 4° 45′ 04″ est | « PA00078362 » | Classé          | 1911      | Église Saint-Lié de Mohon              |
| Tour Milard                            |                                       | 49° 45′ 43″ nord, 4° 42′ 51″ est | « PA00078363 » | Inscrit         | 1926      | Tour Milard                            |
| Hôtel de préfecture des Ardennes       | 1 rue Lucien Hubert                   | 49° 45′ 42″ nord, 4° 43′ 13″ est | « PA00078417 » | Inscrit         | 1972      | Hôtel de préfecture des Ardennes       |
| Hôtel de ville de Charleville-Mézières | place de l'Hôtel de ville             | 49° 45′ 37″ nord, 4° 43′ 09″ est | « PA08000021 » | Inscrit         | 2022      | Hôtel de ville de Charleville-Mézières |
| Hôtel de ville de Charleville          | 1-3 place Ducale                      | 49° 46′ 25″ nord, 4° 43′ 11″ est | « PA00078365 » | Classé Classé   | 1942 1945 | Hôtel de ville de Charleville          |
| Immeuble                               | 2 place Ducale                        | 49° 46′ 26″ nord, 4° 43′ 12″ est | « PA00078366 » | Classé          | 1945      | Immeuble                               |
| Immeuble                               | 4 place Ducale                        | 49° 46′ 26″ nord, 4° 43′ 12″ est | « PA00078367 » | Classé          | 1944      | Immeuble                               |
| Immeuble                               | 5 place Ducale                        | 49° 46′ 24″ nord, 4° 43′ 12″ est | « PA00078368 » | Classé          | 1942      | Immeuble                               |
| Immeuble                               | 6 place Ducale                        | 49° 46′ 26″ nord, 4° 43′ 13″ est | « PA00078369 » | Classé          | 1945      | Immeuble                               |
| Immeuble                               | 7 place Ducale                        | 49° 46′ 24″ nord, 4° 43′ 12″ est | « PA00078370 » | Classé          | 1942      | Immeuble                               |
| Immeuble                               | 8 place Ducale                        | 49° 46′ 27″ nord, 4° 43′ 13″ est | « PA00078371 » | Classé          | 1941      | Immeuble                               |
| Immeuble                               | 9 place Ducale                        | 49° 46′ 24″ nord, 4° 43′ 13″ est | « PA00078372 » | Classé          | 1945      | Immeuble                               |
| Immeuble                               | 10 place Ducale                       | 49° 46′ 27″ nord, 4° 43′ 13″ est | « PA00078373 » | Classé          | 1944      | Immeuble                               |
| Immeuble                               | 11 place Ducale                       | 49° 46′ 24″ nord, 4° 43′ 13″ est | « PA00078374 » | Classé          | 1944      | Immeuble                               |
| Immeuble                               | 12 place Ducale                       | 49° 46′ 27″ nord, 4° 43′ 13″ est | « PA00078375 » | Classé          | 1944      | Immeuble                               |
| Immeuble                               | 13 place Ducale                       | 49° 46′ 24″ nord, 4° 43′ 13″ est | « PA00078376 » | Classé          | 1944      | Immeuble                               |
| Immeuble                               | 14 place Ducale                       | 49° 46′ 27″ nord, 4° 43′ 14″ est | « PA00078377 » | Classé          | 1942      | Immeuble                               |
| Immeuble                               | 15 place Ducale                       | 49° 46′ 23″ nord, 4° 43′ 14″ est | « PA00078378 » | Classé          | 1944      | Immeuble                               |
| Immeuble                               | 16 place Ducale                       | 49° 46′ 27″ nord, 4° 43′ 14″ est | « PA00078379 » | Classé          | 1942      | Immeuble                               |
| Immeuble                               | 17 place Ducale                       | 49° 46′ 23″ nord, 4° 43′ 15″ est | « PA00078380 » | Classé          | 1944      | Immeuble                               |
| Immeuble                               | 18 place Ducale                       | 49° 46′ 26″ nord, 4° 43′ 14″ est | « PA00078381 » | Classé          | 1942      | Immeuble                               |
| Immeuble                               | 19 place Ducale                       | 49° 46′ 23″ nord, 4° 43′ 15″ est | « PA00078382 » | Classé          | 1932      | Immeuble                               |
| Immeuble                               | 20 place Ducale                       | 49° 46′ 26″ nord, 4° 43′ 15″ est | « PA00078383 » | Classé          | 1942      | Immeuble                               |
| Immeuble                               | 21 place Ducale                       | 49° 46′ 23″ nord, 4° 43′ 16″ est | « PA00078384 » | Classé          | 1942      | Immeuble                               |
| Immeuble                               | 22 place Ducale                       | 49° 46′ 26″ nord, 4° 43′ 15″ est | « PA00078385 » | Classé          | 1945      | Immeuble                               |
| Immeuble                               | 23 place Ducale                       | 49° 46′ 23″ nord, 4° 43′ 16″ est | « PA00078386 » | Classé          | 1945      | Immeuble                               |
| Immeuble                               | 24 place Ducale Rue du Moulin         | 49° 46′ 26″ nord, 4° 43′ 15″ est | « PA00078387 » | Classé          | 1941      | Immeuble                               |
| Immeuble                               | 25 place Ducale                       | 49° 46′ 23″ nord, 4° 43′ 16″ est | « PA00078388 » | Classé          | 1945      | Immeuble                               |
| Immeuble                               | 26 place Ducale Rue du Moulin         | 49° 46′ 26″ nord, 4° 43′ 16″ est | « PA00078389 » | Classé          | 1941      | Immeuble                               |
| Immeuble                               | 27 place Ducale                       | 49° 46′ 23″ nord, 4° 43′ 17″ est | « PA00078390 » | Classé          | 1945      | Immeuble                               |
| Immeuble                               | 28 place Ducale                       | 49° 46′ 26″ nord, 4° 43′ 16″ est | « PA00078391 » | Classé          | 1944      | Immeuble                               |
| Immeuble                               | 29-31 place Ducale                    | 49° 46′ 23″ nord, 4° 43′ 17″ est | « PA00078393 » | Classé Inscrit  | 1944 1980 | Immeuble                               |
| Immeuble                               | 30 place Ducale                       | 49° 46′ 26″ nord, 4° 43′ 17″ est | « PA00078392 » | Classé          | 1944      | Immeuble                               |
| Immeuble                               | 32 place Ducale                       | 49° 46′ 26″ nord, 4° 43′ 17″ est | « PA00078394 » | Classé          | 1942      | Immeuble                               |
| Immeuble                               | 33 place Ducale                       | 49° 46′ 23″ nord, 4° 43′ 17″ est | « PA00078395 » | Classé          | 1945      | Image manquante Téléverser             |
| Immeuble                               | 34 place Ducale                       | 49° 46′ 26″ nord, 4° 43′ 17″ est | « PA00078396 » | Classé          | 1942      | Immeuble                               |
| Immeuble                               | 35 place Ducale                       | 49° 46′ 23″ nord, 4° 43′ 18″ est | « PA00078397 » | Classé          | 1944      | Immeuble                               |
| Immeuble                               | 36 place Ducale                       | 49° 46′ 26″ nord, 4° 43′ 18″ est | « PA00078398 » | Classé          | 1942      | Immeuble                               |
| Immeuble                               | 37 place Ducale                       | 49° 46′ 23″ nord, 4° 43′ 18″ est | « PA00078399 » | Classé          | 1932      | Immeuble                               |
| Immeuble                               | 38-40 place Ducale                    | 49° 46′ 26″ nord, 4° 43′ 18″ est | « PA00078400 » | Inscrit Classé  | 1928 1942 | Immeuble                               |
| Immeuble                               | 39 place Ducale                       | 49° 46′ 23″ nord, 4° 43′ 18″ est | « PA00078401 » | Classé          | 1942      | Immeuble                               |
| Immeuble                               | 41 place Ducale                       | 49° 46′ 23″ nord, 4° 43′ 18″ est | « PA00078402 » | Classé          | 1945      | Immeuble                               |
| Immeuble                               | 42 place Ducale                       | 49° 46′ 26″ nord, 4° 43′ 18″ est | « PA00078403 » | Classé          | 1932      | Immeuble                               |
| Immeuble                               | 43 place Ducale                       | 49° 46′ 24″ nord, 4° 43′ 18″ est | « PA00078404 » | Classé          | 1944      | Immeuble                               |
| Immeuble                               | 44 place Ducale                       | 49° 46′ 25″ nord, 4° 43′ 19″ est | « PA00078405 » | Classé          | 1932      | Immeuble                               |
| Immeuble                               | 46 place Ducale                       | 49° 46′ 25″ nord, 4° 43′ 19″ est | « PA00078406 » | Classé          | 1945      | Image manquante Téléverser             |
| Immeuble                               | 48 place Ducale                       | 49° 46′ 25″ nord, 4° 43′ 19″ est | « PA00078407 » | Classé          | 1945      | Immeuble                               |
| Immeuble                               | 50 place Ducale                       | 49° 46′ 25″ nord, 4° 43′ 19″ est | « PA00078408 » | Classé          | 1945      | Immeuble                               |
| Immeuble                               | 52 place Ducale                       | 49° 46′ 25″ nord, 4° 43′ 19″ est | « PA00078409 » | Classé          | 1944      | Immeuble                               |
| Immeuble                               | 54 place Ducale                       | 49° 46′ 25″ nord, 4° 43′ 19″ est | « PA00078410 » | Classé          | 1945      | Immeuble                               |
| Immeuble                               | 56 place Ducale                       | 49° 46′ 24″ nord, 4° 43′ 18″ est | « PA00078411 » | Classé          | 1942      | Immeuble                               |
| Immeuble                               | 30-32 rue Victoire-Cousin             | 49° 46′ 26″ nord, 4° 43′ 22″ est | « PA00078412 » | Inscrit         | 1985      | Immeuble                               |
| Maison                                 | 26 boulevard de Béthune 6 rue Savart  | 49° 45′ 20″ nord, 4° 43′ 11″ est | « PA08000007 » | Inscrit         | 2001      | Maison                                 |
| Maisons                                | 16 à 19, 44 à 47 rue de la République | 49° 46′ 22″ nord, 4° 43′ 13″ est | « PA00078415 » | Classé          | 1936      | Maisons                                |
| Maison de l'Ardenne                    | 18bis avenue Georges-Corneau          | 49° 46′ 06″ nord, 4° 43′ 22″ est | « PA00078413 » | Inscrit Classé  | 1980 1980 | Maison de l'Ardenne                    |
| Maison Fortan                          | 1 rue de Jaubert                      | 49° 45′ 39″ nord, 4° 43′ 10″ est | « PA00078414 » | Inscrit         | 1927      | Maison Fortan                          |
| Place Ducale                           |                                       | 49° 46′ 25″ nord, 4° 43′ 15″ est | « PA00078416 » | Classé          | 1936      | Place Ducale                           |
| Porte Jolly                            | Rue Jules-Ferry                       | 49° 45′ 35″ nord, 4° 43′ 12″ est | « PA00078418 » | Inscrit         | 1948      | Image manquante Téléverser             |
| Usine La Macérienne                    | 10 avenue Louis Tirman                | 49° 45′ 45″ nord, 4° 42′ 47″ est | « PA08000014 » | Inscrit         | 2012 2014 | Usine La Macérienne                    |
| Vieux moulin actuel musée Rimbaud      | Square du Vieux moulin                | 49° 46′ 33″ nord, 4° 43′ 19″ est | « PA00078419 » | Classé          | 1981      | Vieux moulinactuel musée Rimbaud       |